# Dag Øistein Endsjø
Dag Øistein Endsjø (nacido 1968) es un estudioso noruego de la religión, profesor en la Universidad de Bergen, Noruega. Es un especializado en la relación entre religión y sexualidad, religión y derechos humanos, y en la relación entre religión griega y cristianismo primitivo. Endsjø es principalmente conocido por sus libros Sex and Religion. Teachings and Taboos in the History of World Faiths, que ha sido publicado en nueve idiomas, y por Greek resurrection beliefs and the success of Christianity, que demuestra cómo las creencias cristiana en la resurrección también se conecta con las antiguas creencias griegas en la resurrección y la inmortalidad física.